# Martin Harnik
Martin Harnik (Hamburg, 10 juni 1987) is een in Duitsland geboren Oostenrijks voetballer die doorgaans in de aanval speelt. In oktober 2020 verruilde hij Werder Bremen voor TuS Dassendorf. Harnik debuteerde in 2007 in het Oostenrijks voetbalelftal.

## Clubcarrière

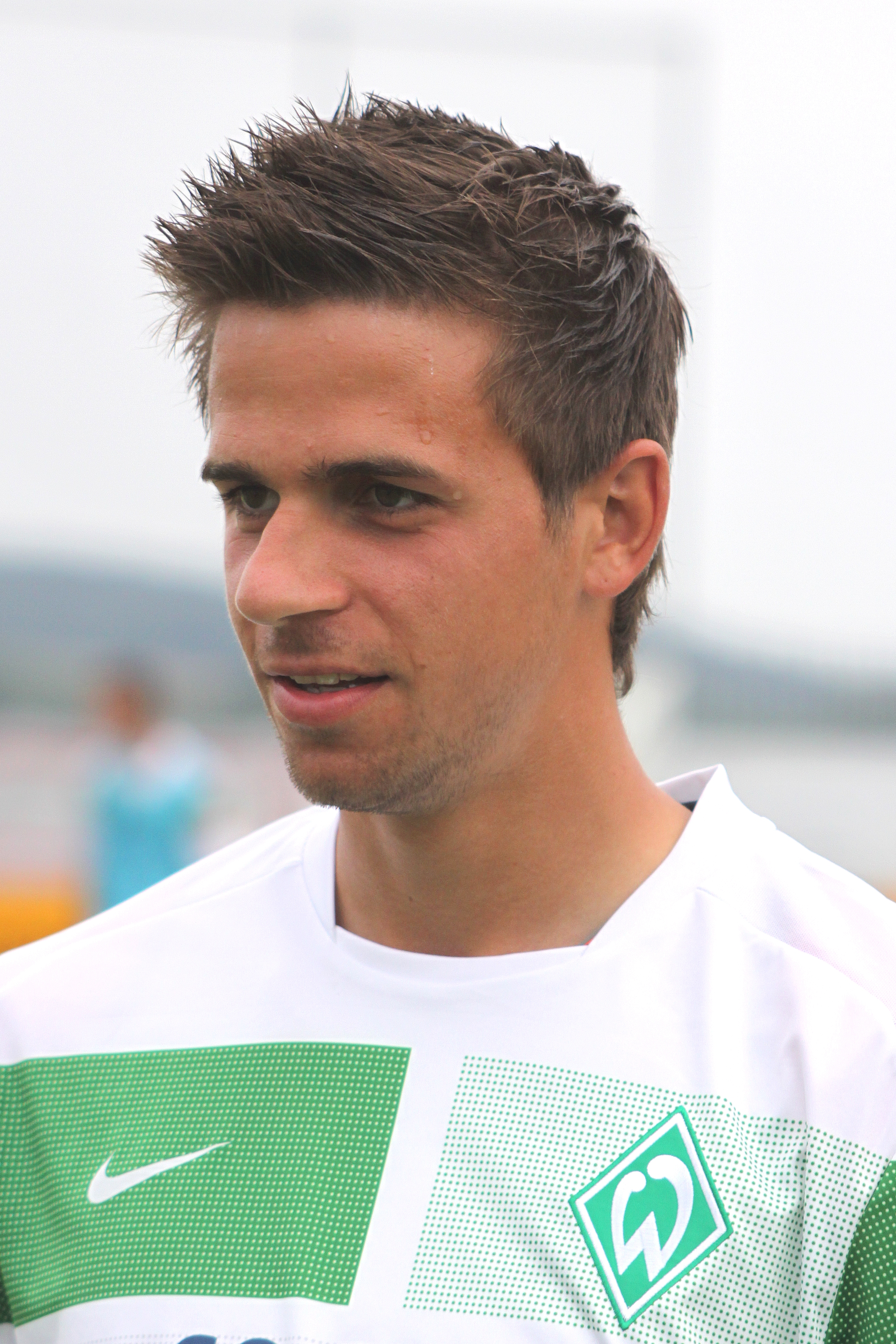
Martin Harnik in 2009 bij Werder Bremen

Harniks Oostenrijkse vader komt uit Allerheiligen im Mürztal. Na het ontmoeten van zijn vrouw besloot hij te emigreren vanuit zijn woonplaats in Stiermarken en zich te vestigen in Hamburg. Harnik groeide hier op als jongste van drie kinderen in de landelijke wijk Bergedorf. Nadat hij in 2006 SC Vier-und Marschlande verruilde voor Werder Bremen debuteerde hij hiervoor in 2007 in het eerste elftal. Harnik stond vier jaar contract bij de club, maar kwam in die tijd meer aan spelen toe in het tweede en op huurbasis bij Fortuna Düsseldorf in de 2. Bundesliga, dan in de hoofdmacht.
Harnik tekende in mei 2010 een in eerste instantie driejarig contract bij VfB Stuttgart, dat hem overnam van Werder Bremen. Hier werd hij direct basisspeler. Op 1 juni 2013 maakte hij twee doelpunten in de Duitse bekerfinale tegen Bayern München. Desondanks won Bayern met 3–2. Harnik maakte op 16 mei 2015 zijn vijftigste competitiedoelpunt in dienst van Stuttgart en kwam in zes seizoenen tot ruim 170 wedstrijden voor de club. Plaats zeventien in 2015/16 betekende dat Stuttgart voor het eerst in 39 jaar uit de Bundesliga verdween.
Harnik tekende in juli 2016 een contract bij Hannover 96, dat in het voorgaande seizoen eveneens degradeerde naar de 2. Bundesliga. Het lijfde hem transfervrij in. In zijn eerste seizoen maakte hij 17 goals in 30 wedstrijden en promoveerde hij met Hannover 96 naar de Bundesliga.

## Clubstatistieken
| Seizoen | Club                 | Land      | Competitie       | Wed. | Doelp. |
| ------- | -------------------- | --------- | ---------------- | ---- | ------ |
| 2007/08 | Werder Bremen        | Duitsland | Bundesliga       | 9    | 1      |
| 2008/09 | Werder Bremen        | Duitsland | Bundesliga       | 8    | 0      |
| 2009/10 | → Fortuna Düsseldorf | Duitsland | 2. Bundesliga    | 30   | 13     |
| 2010/11 | VfB Stuttgart        | Duitsland | Bundesliga       | 32   | 9      |
| 2011/12 | VfB Stuttgart        | Duitsland | Bundesliga       | 34   | 17     |
| 2012/13 | VfB Stuttgart        | Duitsland | Bundesliga       | 30   | 5      |
| 2013/14 | VfB Stuttgart        | Duitsland | Bundesliga       | 30   | 10     |
| 2014/15 | VfB Stuttgart        | Duitsland | Bundesliga       | 28   | 9      |
| 2015/16 | VfB Stuttgart        | Duitsland | Bundesliga       | 19   | 2      |
| 2016/17 | Hannover 96          | Duitsland | 2. Bundesliga    | 30   | 17     |
| 2017/18 | Hannover 96          | Duitsland | Bundesliga       | 30   | 9      |
| 2018/19 | Werder Bremen        | Duitsland | Bundesliga       | 10   | 2      |
| 2019/20 | Werder Bremen        | Duitsland | Bundesliga       | 2    | 0      |
| 2019/20 | → Fortuna Düsseldorf | Duitsland | 2. Bundesliga    | 23   | 3      |
| 2020/21 | TuS Dassendorf       | Duitsland | Oberliga Hamburg | 2    | 1      |
| Totaal  | Totaal               | Totaal    | Totaal           | 317  | 98     |

## Interlandcarrière

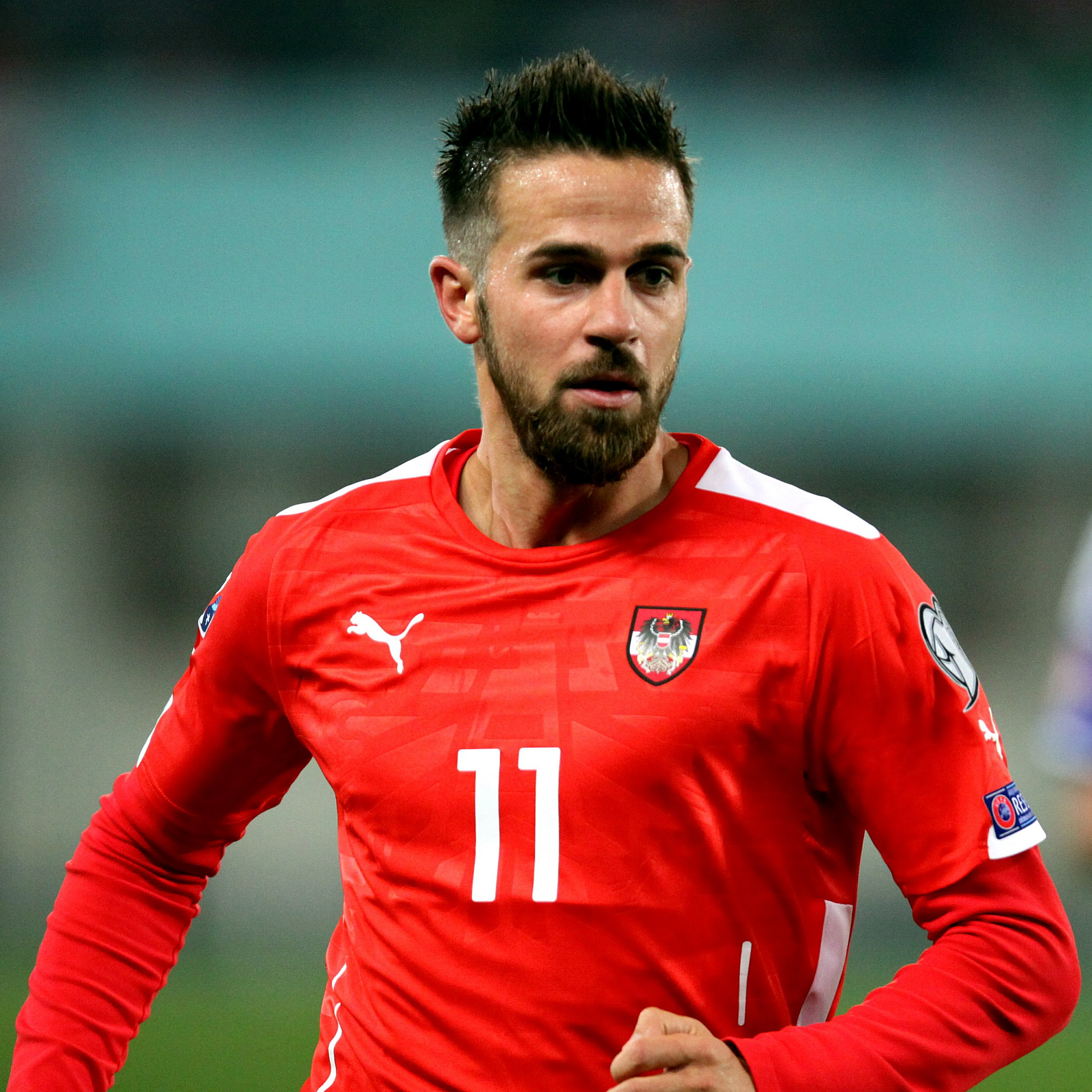
Martin Harnik in 2015 bij Oostenrijk

Harnik debuteerde op 22 augustus 2007 in het Oostenrijks voetbalelftal, tegen Tsjechië. Hij speelde voor hij officieel international werd ook in de Oostenrijkse nationale selecties onder 19, onder 20 en onder 21. Harnik speelde onder meer drie groepswedstrijden op het Europees kampioenschap voetbal 2008 in eigen land. Hij nam ook met de nationale ploeg deel aan het Europees kampioenschap voetbal 2016 in Frankrijk. Oostenrijk werd uitgeschakeld in de groepsfase na nederlagen tegen Hongarije (0–2) en IJsland (1–2) en een gelijkspel tegen Portugal (0–0).